# Cherchen
Cherchen, även känd som Qiemo (且末县; Qiěmòxiàn) eller Qarqan, är ett härad som lyder under den autonoma prefekturen Bayingolin i Xinjiang-regionen i nordvästra Kina. genom Cherchen rinner Qarqanfloden. Cherchen ligger längs den historiska handelsleden Sidenvägen.
Marco Polo (1254-1324) passerade Cherchen på sin väg till Kina och beskriver staden i sin reseberättelse:
| ”            | [..] Invånarna är muhammedaner. [..] genom denna provins flyter flera stora floder i vilka man finner kalcedon och jaspis. [...] Landet från Peny och fram genom detta distrikt är uppfyllt av sand, och vattnet är till största delen bittert och vidrigt. Endast på enstaka ställen är det sött och gott. [...] | „ |
| – Marco Polo | |   |